# Jamboree mondial de 1924
Le jamboree mondial de 1924 est le deuxième jamboree scout.
Organisé par les chefs scouts danois, il se tient à Ermelunden, au nord de Copenhague au Danemark, et rassemble près de 5 000 scouts venus de 34 pays.

## L'organisation du camp
Contrairement au premier jamboree au palais d'expositions de l'Olympia, à Londres, les scouts danois ont souhaité que tout le monde loge sous tente. Les scouts sont organisés en troupes et en patrouilles. Ce modèle sera repris par la suite. Les scouts seront également accueillis dans des familles danoises pendant une semaine après le jamboree.
Durant le camp, un « championnat du monde des scouts », constitué de nombreuses épreuves est organisé. Les États-Unis remportent les épreuves suivis des Anglais puis des Hongrois. Il sera cependant décidé lors des jamboree suivant de ne pas renouveler l'idée, on craint en effet que cela nuise à la fraternité scoute. 
Il a plu durant la majeure partie du jamboree. À cause d'inondations les participants ont dû évacuer temporairement une partie du camp. Lors de la cérémonie de clôture, Baden-Powell glisse avec humour : « j'ai déjà vu de nombreux scouts durant ma vie mais jamais je n'en ai vu d'aussi mouillés que vous ! » Baden Powell y reçoit le titre de Baden-Meister qui signifie « maître-nageur » en danois. Le roi de Danemark, Christian X et la reine Alexandrine participent à la cérémonie de clôture de ce deuxième jamboree mondial.